# Trochalopteron virgatum
El charlatán rayado (Trochalopteron virgatum) es una especie de ave paseriforme de la familia Leiothrichidae propia de las montañas del noreste del subcontinente indio.

## Distribución y hábitat
Se encontra únicamente en las montañas entre la India y Birmania. Su hábitat natural son los bosqsues húmedos subtropicales de montaña.